# جيريم أندرسون
جيريم أندرسون (بالإنجليزية: Jerime Anderson)‏ مواليد 5 أكتوبر 1989 في آناهايم، هو لاعب كرة سلة أمريكي. بدأ مسيرته الاحترافية في سنة 2012. يلعب في الدوري البلجيكي لكرة السلة الدرجة الأولى كلاعب هجوم خلفي. يحمل الرقم 12. يبلغ طوله 6 قدم 2 بوصة (1.9 م). لعب مع نادي كركا لكرة السلة في الدوري السلوفيني لكرة السلة.

## روابط خارجية
- جيريم أندرسون على موقع كرة السلة الأوروبية.كوم (الإنجليزية)
- جيريم أندرسون على موقع كلية كرة السلة في سبورتس رفرنس.كوم (الإنجليزية)
- جيريم أندرسون على موقع ريلجم (الإنجليزية)
- جيريم أندرسون على موقع بروبوليرز (الإنجليزية)